# مقبرة الاستقلال (حيفا)
مقبرة الاستقلال هي مقبرة فلسطينية إسلامية تاريخية تقع في مدينة حيفا. تُعد أحد معالم حيفا القديمة بسبب قدمها اذ يُرجّح انشاؤها الأول في منتصف القرن الثامن عشر لأنها تحوي قبور أشخاص عاشوا في تلك الفترة كما تحتضن المقبرة أضرحة شخصيات قيادية في تاريخ حيفا منها ضريح عبد الرحمن الحاج رئيس بلدية حيفا منذ عام 1920م إلى 1927م، إضافة إلى قبور بعض الشهداء الذين قضوا في حرب النكبة. وهي وقف إسلاميّ.

## الموقع
تقع المقبرة في حي وادي الصليب بجوار مسجد الاستقلال ولذلك سُميت بنفس الاسم. تعرضت المقبرة منذ النكبة عام 1948م إلى العديد من الانتهاكات والاعتداءات من قبل السلطات الإسرائيلية حيث تم نهب وسرقة شواهد قبورها الرخامية، وما زالت هذه الاعتداءات مستمرة إلى اليوم لهدم المقبرة والاستيلاء على ارضها نظرًا لموقعها الاستراتيجي وسط المدينة والقريب من الدوائر الحكومية.

## أهميتها
يعتبر الفلسطينيون ان المقبرة واحدة من المعالم التاريخية المهمة في المدينة والتي تؤكد على الهوية العربية الفلسطينية للمدينة وعلى الجذور التاريخية لأهالي حيفا. لذلك يعتبر الفلسطينيون ان الاعتداء المتكرر على المقبرة ومحاولة هدمها والاستيلاء عليها هي محاولات لطمس الهوية العربية الفلسطينية لمدينة حيفا. يسعى الفلسطينيون إلى المحافظة على المقبرة كوقف إسلامي لذلك يقومون بتنظيف وترميم القبور التي يتم الاعتداء عليها وهدمها من قبل السلطات الإسرائيلية التي منعت الدفن في المقبرة منذ ستينيات القرن الماضي. كان اخر الاعتداءات على المقبرة في عامي 2019 و2021 عندما تم اضرام النيران في المقبرة من قبل إسرائيليين مما أدى إلى نشوب حريق في المقبرة أدى إلى اضرار جسيمة في الأضرحة.

## صفقة بيع أرض المقبرة واستعادتها

### تفاصيل الصّفقة
في بداية سنوات التسعينيّات من القرن المنصرم باع متولّي وقف حيفا ومحامي الوقف قسمًا من أرض المقبرة إلى الشّركات الإسرائيلية 'رايتن مئير' و'شموئيل رونين' بهدف إنشاء مشاريع تجاريّة عليها. وبعد عدّة مداولات نجح المحامون عام 2013 باسترداد الأرض بقرار من المحكمة، إلّا أنّ المحكمة اشترطت إعادة مبلغ صفقة الشّراء إلى الشّركتين في العقد. فضلًا عن الخطورة الكامنة بإصدار أوامر حجز وأخرى من دائرة الإجراء ضدّ متولّي الأوقاف، وحجز على أموال الوقف ومسجد الاستقلال والحواصل. نتيجة لهذه الصفقة حُظِر الدّفن في مقبرة الاستقلال التّاريخيّة، التي لا تزال ماثلة للعيان، بشقّيها تحت الشّارع وفوقه.
حملة التبرعات
في اعقاب إصدار المحكمة قرار إعادة مبلغ صفقة الشراء الذي يُقدّر بثلاثة ملايين شيقل للشركتين الاسرائيليتين، قرر الأهالي ولجنة الدفاع عن وقف حيفا الإعلان عن حملة تبرعات قطرية بالتنسيق والتعاون مع لجنة المتابعة للجماهير العربية خلال شهر رمضان الفضيل على امل تحصيل المبلغ المطلوب. وذلك بهدف انقاذ المقبرة من شبح البيع والمصادرة اذ شاركت في حملة التبرعات أُطُر سياسيّة قُطرية وحزبيّة وقانونيّة وجماهيريّة فاعلة.
أهابت الجماهير العربية في الداخل الفلسطيني وأيضًا في الضفة الغربية وحتى في العالم العربي بالتبرعات من اجل انقاذ المقبرة التي اُعتبرت ارث وطني وتاريخي وملك للشعب الفلسطيني فضلًا عن كونها وقف اسلامي وارث ديني. أشرفت الحملة الشعبية «معا نحمي أوقاف حيفا» على جمع التبرعات وأطلقت على المبادرة اسم «اطرق الباب» حيث بدأت في شهر يوليو\ تموز من عام 2017م من امام مسجد الاستقلال في حيفا ثم انتشرت في العديد من مساجد البلاد وبالتعاون مع اللجان الشعبية فيها.